# Египетско-хорватские отношения
Египетско-хорватские отношения — внешние отношения между Хорватией и Египтом. Египет признал независимую Хорватию 16 апреля 1992 года, а две страны установили дипломатические отношения 1 октября 1992 года. Хорватия имеет посольство в Каире и почетное консульство в Александрии. Посольство в Каире также официально работает с Бахрейном, Эфиопией, Йеменом, Иорданией, Катаром, Кувейтом, Ливаном, Оманом, Саудовской Аравией, Сирией, Суданом и ОАЭ, а также Джибути, Эритреей и Ираком по определенным вопросам. У Египта есть посольство в Загребе. Обе страны являются членами Средиземноморского союза.
Приблизительно 2700 рабочих из современной Хорватии работали на строительстве Суэцкого канала. СФРЮ поддерживала хорошие отношения с Египтом, особенно через Движение неприсоединения. В 1970-х и 1980-х годах многие хорватские компании использовали Египет и другие арабские страны в качестве рынка экспорта капитала, в том числе INGRA, и хорватские власти пытались воссоздать эти возможности с помощью различных инвестиционных мероприятий. Многочисленные хорватские официальные лица посетили Египет с официальными визитами, Хосни Мубарак был в Загребе в октябре 2009 года, а Ядранка Косор совершила ответный визит в декабре 2010 года.
Хорватские компании добились определённых успехов на египетском рынке, в частности, в ходе разведки нефти в 2002 году была получена концессия для INA, которая стала значительной в 2007 году. В начале 2011 года многие хорватские рабочие были эвакуированы из Египта, в том числе работники INA, когда началась Египетская революция 2011 года. В июле 2011 года хорватское правительство выполнило решение Совета Европейского Союза о замораживании египетских активов в отношении Мубарака и 18 связанных лиц.